# Hagshults kyrka
Hagshults  kyrka är en kyrkobyggnad i Hagshult i Växjö stift. Den är församlingskyrka i Skillingaryds församling. 

## Kyrkobyggnaden
Det råder ovisshet om kyrkan uppfördes under 1100-talet eller 1200-talet. Den bestod från början endast av ett långhus uppfört i gråsten. Det var efter reformationen under 1500-talet som kyrkan utökades med ett kor i öster och sakristia på norra sidan. År 1751 byggdes ett nytt rakslutet kor och 1780 blev sakristian ombyggd. Vapenhuset av trä, som haft sin plats vid södra ingången, revs 1880–1889. Ett nytt uppfördes vid västra ingången. Interiören präglas av ett trettiotal målningar från 1600-talet som togs fram på nytt vid en restaurering 1940 efter att ha varit överkalkade. I den rika målningsskruden finns bland annat en passionsfris som skildrar Jesu lidande. De bibliska personerna är målade i tidsenliga 1600-tals kläder. Det är okänt vem som försett kyrkan med målningarna.

## Klockstapeln
Den rödfärgade klockstapeln med sin svängda huv uppfördes i slutet av 1700-talet. I denna hängde två klockor från 1600- och 1700-talet. Klockstapeln förstördes i en brand natten till 30 september 2020.

## Inventarier
- Ett triumfkrucifix som har sin plats på korväggen över altaret är från 1200-talet.
- Madonnabilden i ek dateras till 1200-talet.
- Dopfunten är utförd i sandsten under 1100-talet. Cuppan har reliefer i form av djurbilder. Dopfatet är ett s.k. Nürnbergfat i driven mässing från 1500-talet. [2]
- Predikstolen har en rundformad nyklassicistisk utformning.

### Orgel
- I slutet av 1700-talet flyttades en orgel med tio stämmor till Hagshult från Värnamo kyrka som var byggd 1742 av Lars Solberg, Norra Sandsjö.
- 1888 byggde Johannes Andersson i Långaryd en orgel med åtta stämmor.
- 1945 byggde John Grönvall Orgelbyggeri, Lilla Edet, en orgel med sexton stämmor.
- 1967 byggde Liareds orgelbyggeri en mekanisk orgel.

| Manual I       | Manual II         | Pedal         | Koppel |
| Koppelflöjt 8’ | Gedackt 8’        | Subbas 16’    | I/P    |
| Principal 4’   | Rörflöjt 4'       | Kvintadena 4’ | II/P   |
| Waldflöjt 2’   | Principal 2’      |               | II/I   |
| Mixtur 3 ch    | Sesquialtera 2 ch |               |        |
|                | Scharf 2 ch       |               |        |

## Bilder

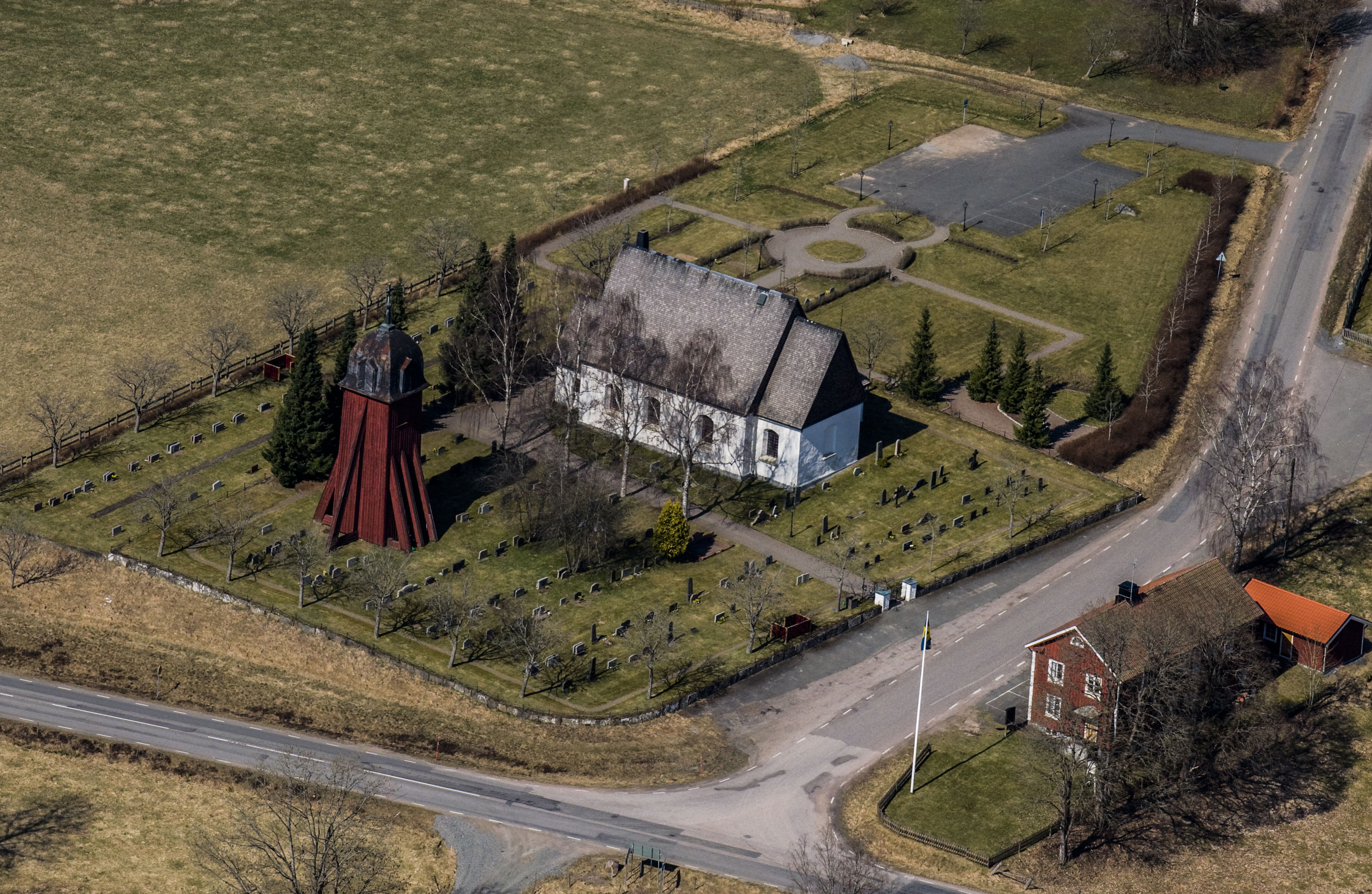
Hagshults kyrka från luften.
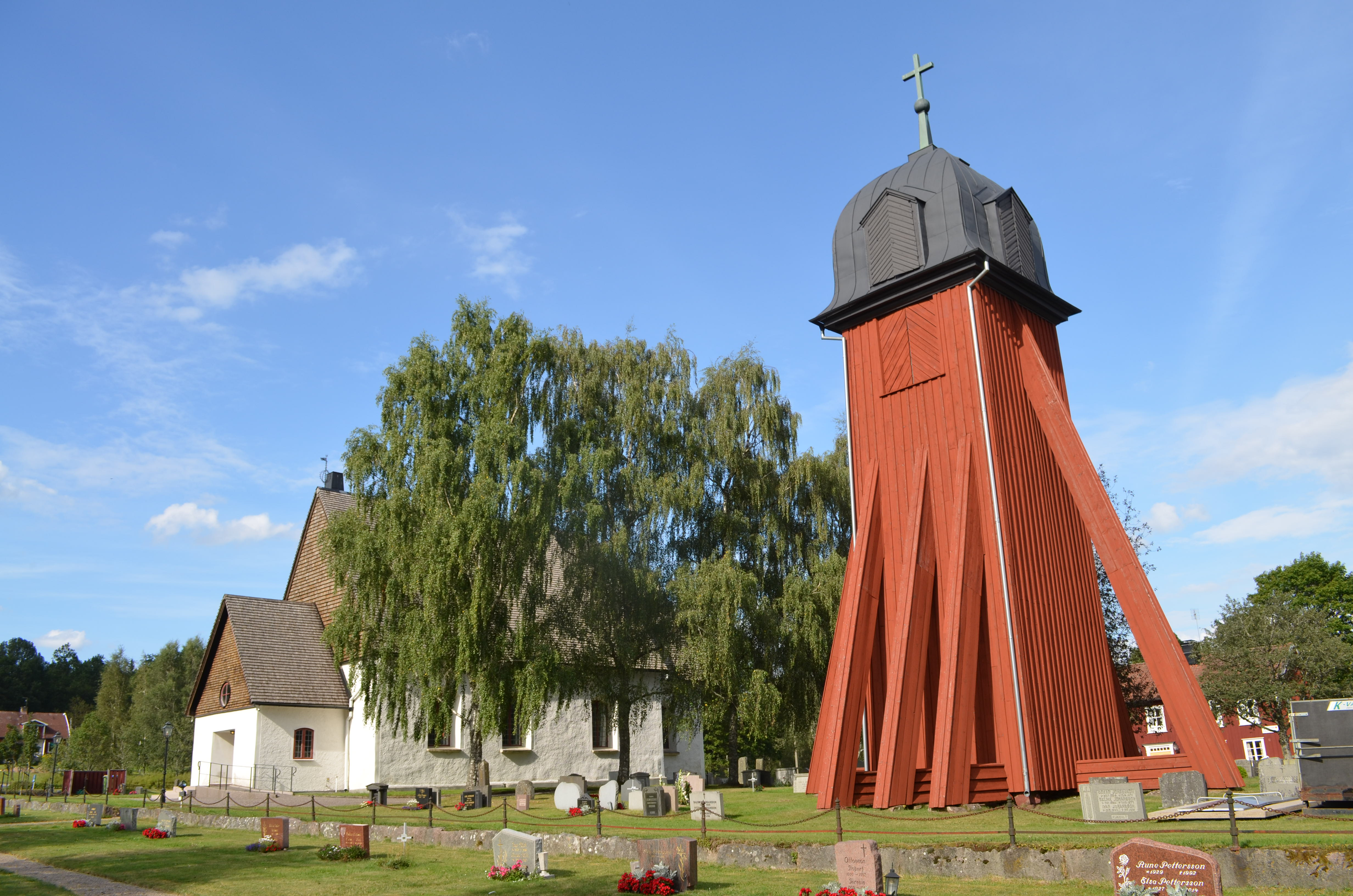
Klockstapeln.